# لیکلند سات (واشینگتن)
لیکلند سات (به انگلیسی: Lakeland South) یک منطقهٔ مسکونی در ایالات متحده آمریکا است که در شهرستان کینگ، واشینگتن واقع شده‌است. لیکلند سات ۱۴٫۴ کیلومتر مربع مساحت و ۱۱٬۵۷۴ نفر جمعیت دارد.